# Auguste Clot

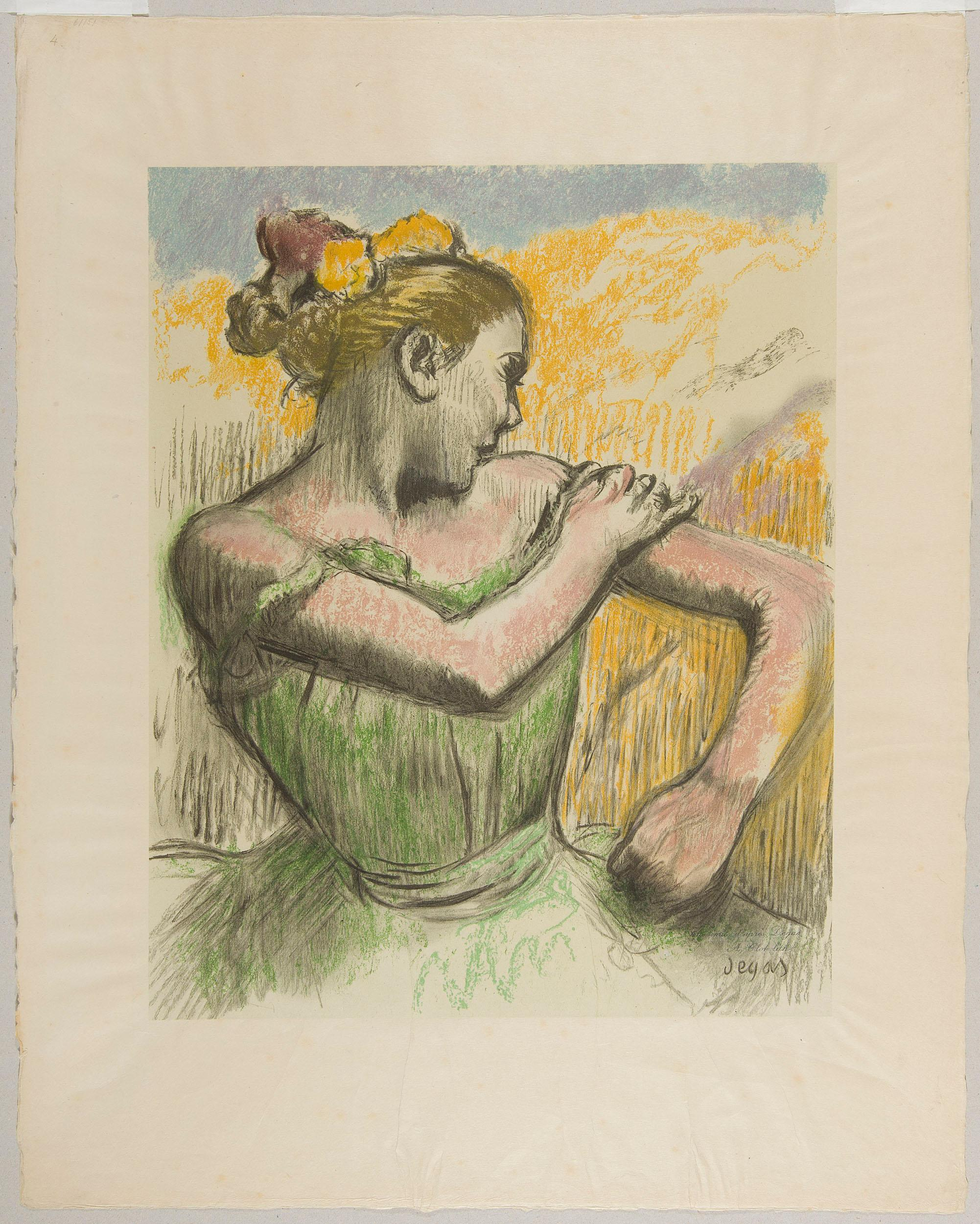
La bailarina (1899), según un original de Edgar Degas, Museo Nacional de Varsovia

Auguste Clot (París, 1858-ibidem, 1936) fue un grabador francés. 

## Biografía
Se formó en el taller litográfico de Joseph Lemercier. En 1888 abrió un taller litográfico en París (rue du Cherche-Midi), con el nombre de A. Clot, imprimerie d'arts. Desde 1895 trabajó para el editor, marchante de arte y galerista Ambroise Vollard. Clot fue un experto estampador que supo mantenerse a la sombra de los artistas pero cuya labor técnica fue indispensable para lograr las cotas de calidad de los álbumes editados por Vollard, con el que colaboró durante treinta años.
Otro de sus principales clientes fue Gustave Pellet, para el que realizó grabados de tono erótico, principalmente, entre los que destaca la serie Elles de Henri de Toulouse-Lautrec (1896). También editó algunos paisajes de Paul Signac y Maximilien Luce. Trabajó igualmente para periódicos y revistas como L'Art Décoratif y la Gazette des Beaux-Arts. También realizó 5000 estampas para Théophile Alexandre Steinlen en 1903.
Sin embargo, su principal cliente fue Vollard, con el que colaboró hasta 1928, año en que se retiró. La mayor parte de la producción de Vollard se centró en ediciones limitadas para coleccionistas, realizadas por los mejores artistas del momento. Sus primeras ediciones se basaron en estampas compradas a artistas que ya habían sido tiradas o publicadas, por ejemplo las zincografías de Paul Gauguin expuestas en el Café Volpini en 1889, que estampó de nuevo Clot en 1894. Pero desde entonces se dedicó sobre todo al encargo directo a artistas para que le proporcionasen estampas: tal fue el caso de su primer álbum, Quelques Aspects de la Vie de Paris, de Pierre Bonnard, realizado en 1895 en el taller de Clot, del que se publicaron cien ejemplares numerados y firmados por el artista. Al año siguiente editó L'Album des peintres-graveurs, en el que participaron artistas como Albert Besnard, Jacques Émile Blanche, Pierre Bonnard, Maurice Denis, Henri Fantin-Latour, Armand Guillaumin, Hermann-Paul, Edvard Munch, Odilon Redon, Pierre-Auguste Renoir, József Rippl-Rónai, Théo van Rysselberghe, Jan Toorop, Félix Vallotton y Édouard Vuillard. En el segundo álbum, de 1897, repitieron alguno de estos artistas, y participaron por primera vez Edmond Aman-Jean, Eugène Carrière, Paul Cézanne, Georges de Feure, Eugène Grasset, Henri Martin, Lucien Pissarro, Pierre Puvis de Chavannes, Auguste Rodin, Ker-Xavier Roussel, Alfred Sisley, Henri de Toulouse-Lautrec y James McNeill Whistler.
Otras obras en estos años fueron: Tentaciones de san Antonio de Odilon Redon (1896), Amour de Maurice Denis (1899) y Douze lithopraphies originales de Pierre-Auguste Renoir (1904), así como la reproducción de algunos cuadros de Paul Cézanne, como Le Déjeuner sur l'herbe y Los bañistas (1896-1897), y dibujos de Auguste Rodin, como Con suave y amable gesto Clara alisa sus pelirrojos cabellos (1902).
Entre sus obras posteriores destaca la recopilación de la obra de Edgar Degas Quatre-vingt-dixhuit reproductions signées par Degas (peintures, pastels, dessins et estampes) (1914) y Le Jardin des supplices de Auguste Rodin.
La actividad profesional de Clot fue siempre de carácter artesanal, ya que empleó siempre prensas manuales. Contaba con pocos ayudantes, por lo que cuando recibía encargos con grandes tiradas solía entregarlos con retraso, hecho excusable generalmente por la calidad de sus obras. Utilizaba solo papel de tamaño Jesús y Colombier, de pequeño tamaño, por lo que no podía imprimir grandes carteles. Los principales papeles que empleaba eran avitelado, verjurado, china, japón y piel de cebolla. Por otro lado, fabricaba sus propias tintas.
Tras su fallecimiento siguió con el taller su hijo André. En 1963, su nieto Guy Georges se asoció con el litógrafo Peter Bramsen, formando la sociedad Atelier Clot, Bramsen et Georges, que todavía existe.